# Мариасдорф
Мариасдорф (на немски: Mariasdorf) е селище в източна Австрия, част от окръг Оберварт на провинция Бургенланд. Населението му е около 1145 души (2018).
Разположено е на 412 метра надморска височина в подножието на Централните Източни Алпи, на 16 километра западно от границата с Унгария и на 70 километра североизточно от Грац. Селището се споменава за пръв път през 1388 година, когато е част от Кралство Унгария, а между 1870 и 1967 година край него се добиват лигнитни въглища. Мнозинството от жителите му са протестанти, а 35% са католици.

## Известни личности
Починали в Мариасдорф
- Отмар Шпан (1878 – 1950), философ